# Karl Knechtelsdorfer
Karl Knechtelsdorfer (* 30. November 1907 in Enzenkirchen; † 13. Oktober 1988 in Innsbruck) war ein österreichischer Politiker (SPÖ) und Arbeiterkammersekretär. Er war von 1952 bis 1953 Mitglied des Bundesrates und von 1953 bis 1959 Abgeordneter zum Österreichischen Nationalrat.
Knechtelsdorfer besuchte die Volksschule und wechselte danach an die Bürgerschule in Innsbruck. Er erlernte den Beruf des Schriftsetzers und absolvierte die Hochschule für Politik in Berlin. Er wurde 1924 Funktionär in der Arbeiterbewegung und arbeitete ab 1933 als Lehrlings- und Jugendschutzreferent in der Arbeiterkammer Innsbruck. Knechtelsdorfer verbüßte zwischen 1935 und 1936 eine Kerker- und Polizeihaft auf Grund seiner politischen Aktivitäten, unter anderem bei den Revolutionären Sozialisten. Am 1. März 1939 beantragte er die Aufnahme in die NSDAP und wurde zum 1. Januar 1940 aufgenommen (Mitgliedsnummer 7.882.743).
1945 wurde er Sekretär und Sozialpolitischer Referent der Arbeiterkammer Innsbruck. Innerparteilich hatte er die Funktion eines Mitglieds des Landesparteivorstandes der SPÖ Tirol inne, zudem vertrat er die SPÖ zwischen dem 18. März 1952 und dem 18. März 1953 im Bundesrat. Danach war er vom 18. März 1953 bis zum 9. Juni 1959 Abgeordneter zum Nationalrat. 